# Келмецую (комуна)
Келмецую (рум. Călmățuiu) — комуна у повіті Телеорман в Румунії. До складу комуни входять такі села (дані про населення за 2002 рік):
- Бужору (488 осіб)
- Караванець (406 осіб)
- Келмецую (894 особи) — адміністративний центр комуни
- Ніколає-Белческу (878 осіб)

Комуна розташована на відстані 111 км на південний захід від Бухареста, 37 км на захід від Александрії, 92 км на південний схід від Крайови.

## Населення
За даними перепису населення 2002 року у комуні проживали 2666 осіб.
Національний склад населення комуни:
| Національність | Кількість осіб | Відсоток |
| -------------- | -------------- | -------- |
| румуни         | 2662           | 99,8%    |
| цигани         | 3              | 0,1%     |
| угорці         | 1              | < 0,1%   |

Рідною мовою назвали:
| Мова      | Кількість осіб | Відсоток |
| --------- | -------------- | -------- |
| румунська | 2665           | > 99,9%  |
| циганська | 1              | < 0,1%   |

Склад населення комуни за віросповіданням:
| Релігія        | Кількість осіб | Відсоток |
| -------------- | -------------- | -------- |
| православні    | 2624           | 98,4%    |
| баптисти       | 23             | 0,9%     |
| адвентисти     | 15             | 0,6%     |
| реформати      | 3              | 0,1%     |
| греко-католики | 1              | < 0,1%   |